# Stelis elegans
Stelis elegans är en biart som beskrevs av Cresson 1864. Stelis elegans ingår i släktet pansarbin, och familjen buksamlarbin. Inga underarter finns listade i Catalogue of Life.